# Svarttoppig kollav
Svarttoppig kollav (Catillaria nigroclavata) är en lavart som först beskrevs av William Nylander och fick sitt nu gällande namn av Schuler. 
Svarttoppig kollav ingår i släktet Catillaria och familjen Catillariaceae.  Arten är reproducerande i Sverige. Inga underarter finns listade i Catalogue of Life.